# Drenaje ácido de minas

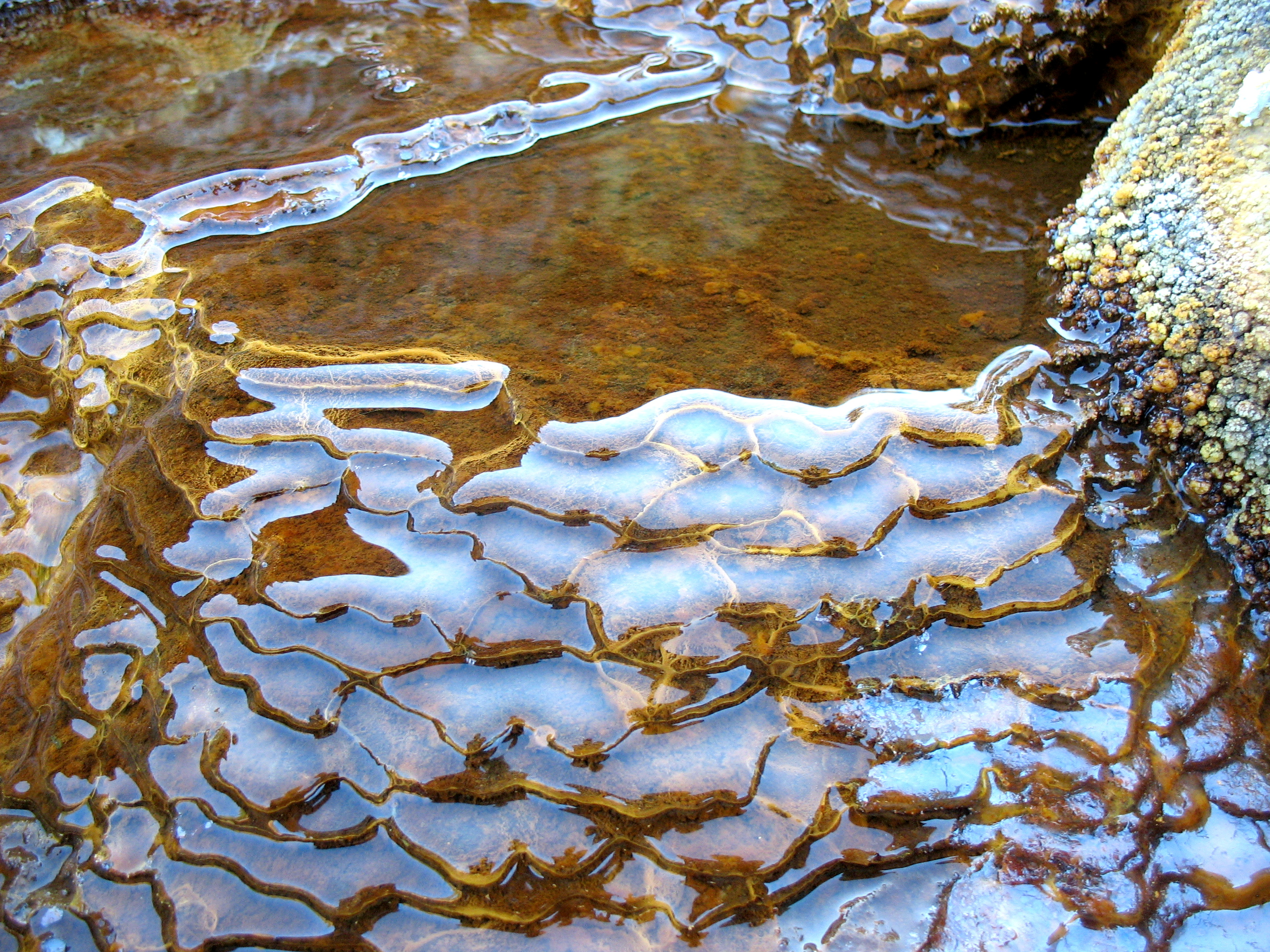
Iron travertine- Arroyo de La Peña del Hierro -Nerva-Huelva-Spain 01

Drenaje ácido de minas, AMD (por sus siglas en inglés acid mine drainage), es la formación de aguas  ácidas, ricas en sulfatos y  metales pesados. Esto es provocado por la  lixiviación  de sulfuros metálicos y de la pirita presente en carbones. Esto sucede por dos procesos: oxidación abiótica y oxidación biótica

## Oxidación abiótica
Este tipo de oxidación no la hacen los microorganismos, y cuando la pirita entra en contacto con el oxígeno atmosférico y en presencia de agua, se produce la oxidación directa:
FeS2 + 7/2 O2 + H2O → Fe2+ + 2 SO42- + 2 H+
Esto es lo que genera la acumulación de sulfatos (SO42-).

## Oxidación biótica.
Este tipo de oxidación la hacen algunos microorganismos, particularmente las bacterias Leptospirillum ferrooxidans,  Acidithiobacillus thiooxidans  y Thiobacillus ferrooxidans, esta última es la principal responsable de la contaminación del drenaje ácido de explotaciones mineras. Es una bacteria acidófila y quimioautótrofa.
Thiobacillus ferrooxidans obtiene su energía oxidando hierro o azufre:
Fe2+ + 1/4 O2 + H+ → Fe3+ +1/2 H2O
H2S + 2 O2 → SO42- + 2H+

## Efectos del drenaje ácido de minas sobre el medio ambiente.
- Afecta a ecosistemas acuáticos, dañando animales marinos de consumo.
- Impide el crecimiento de comunidades vegetales por la acumulación de hierros y de sulfuros presentes en los suelos que dificulta la penetración de raíces.
- Daña la calidad de las aguas  superficiales y subterráneas, afectando a las comunidades por limitar o impedir utilizar las aguas.
- Contaminación hídrica.
- Problemas de bioacumulación y biomagnificación.
- Dificulta procesos de estabilización de los residuos mineros.

## Medidas de control.
- Inocular en los sitios afectados  bacterias sulfato reductoras. Por ejemplo: Desulfovibrio, Desulfolobus, etc.
- Maximizar la calidad de minerales con ácidos neutralizados y agua alcalina.
- Minimizar el oxígeno, agua infiltrada.
- Encapsular permanentemente materiales ácidos.
- Poner roca caliza y agua neutra en los sitios afectados.
- Reducir de infiltración
- Hacer precipitación con una base.